# Ventosa del Ducado
Ventosa del Ducado es una localidad española del municipio de Miño de Medinaceli, perteneciente a la provincia de Soria, en la comunidad autónoma de Castilla y León.

## Geografía
Pertenece al partido judicial de Almazán y a la  comarca de Arcos de Jalón.  Ventosa del Ducado está situada en la cima de un promontorio denominado "La ventosa", con una altitud de 1231 m y que forma parte de la Sierra Ministra. Se llega al pueblo tomando un desvío en el km. 3,2 de la carretera SO-P-4263 que va desde Miño de Medinaceli al límite con la Provincia de Guadalajara en donde se encuentra con la GU-128 en un punto entre Olmedillas y Alboreca, poblaciones ambas que ya forman parte de Guadalajara.

## Historia
Hacia mediados del siglo XIX, el lugar, por entonces con ayuntamiento propio, tenía contabilizada una población de 90 habitantes. Aparece descrito en el decimoquinto volumen del Diccionario geográfico-estadístico-histórico de España y sus posesiones de Ultramar de Pascual Madoz de la siguiente manera:

VENTOSA DEL DUCADO: l. con ayunt. en la prov.de Soria (13 1/2 leg.), part. jud. de Medinaceli (2), aud. terr. y c. g. de Búrgos (32), dióc. de Siguenza (2). sit. en un cerro con buena ventilacion y clima sano: tiene 30 casas; la consistorial que sirve de cárcel, y escuela de instruccion primaria frecuentada por 10 alumnos de ambos sexos, á cargo de un maestro dotado con 20 fanegas de trigo; hay una igl. parr. (San Miguel Arcangel) servilla por un cura y un sacristan: confina el térm. con los de Miño, Alboreca, Olmedillas y Conquezuela; dentro de él se encuentra una fuente de buenas aguas, que surte al vecindario: el terreno es de secano y de mediana calidad. caminos: los que dirigen á los pueblos limítrofes. correo: se recibe y despacha en la cab. del part. prod.: cereales, legumbres, leñas de combustible y buenos pastos con los que se mantiene ganado lanar, cabrio, vacuno, mular, asnal y de cerda. ind.: la agrícola. comercio: esportacion del sobrante de frutos é importacion de los art. que faltan. pobl.: 22 vec., 90 alm. cap. prod. 82,271 rs. imp.: 36,902.
(Madoz, 1849, pp. 665-666)

Fue municipio independiente hasta que a mediados del siglo XIX pasó a integrarse como pedanía en Miño de Medinaceli.

## Demografía
En el año 2009 el pueblo contaba con 6 habitantes, y su población ha ido disminuyendo hasta 1 persona en 2025, 1 mujer.
| Gráfica de evolución demográfica de Ventosa del Ducado entre 2009 y 2025                         |
|                                                                                                  |
| Población de derecho (2000-2016) según los censos de población del INE a 1 de enero de cada año. |

## Parque eólico
En junio de 2007 se autorizó la instalación del parque eólico denominado "Ventosa del Ducado" entre Medinaceli, Miño de Medinaceli y Yelo. La Asociación Soriana para la Defensa y Estudio de la Naturaleza (ASDEN), la Asociación de Amigos del Museo Numantino entre otros, presentó alegaciones al proyecto del parque que, una vez valoradas en la declaración de impacto ambiental por la Junta de Castilla y León resultaron en la autorización de sólo diecisiete aerogeneradores (de 78 metros de altura con rotor tripala de 90 metros de diámetro) en lugar de los veinticinco previstos en el proyecto, por afectar de manera grave la ubicación de los ocho restantes a las colonias de Alondra de Dupont. Para la reubicación de los aerogeneradores eliminados debía tenerse en cuenta, además del respeto al hábitat de estos pájaros, los yacimientos arqueológicos y las estructuras de carácter etnológico de la zona. En enero de 2009, una vez propuestos nuevos emplazamientos, fueron autorizados cinco aerogeneradores más, lo que eleva su número a un total de veintidós.